# Posesivo
Un posesivo es una palabra o construcción gramatical que indica una relación de pertenencia, en sentido amplio. Un término relacionado es el del caso genitivo.
La mayoría de los idiomas europeos tienen palabras posesivas asociadas a los pronombres personales. Las formas posesivas que acompañan a un sustantivo y que indican el posesor de una relación, funcionando así como determinantes, se llaman determinantes posesivos o adjetivos posesivos. Un ejemplo en español sería "mis" en "mis amigos". Las formas posesivas que indican el posesor de algo pero ocurren independientemente, sin calificar ningún sustantivo, se llaman pronombres posesivos. Ejemplos en español serían "mío" y "tuyo"; como en "el mío es rojo" o "esto es tuyo".
Los sustantivos o pronombres que toman una forma posesiva pueden adoptar el caso posesivo, como por ejemplo en inglés John's en "John's books" (los libros de John); este caso viene a ser una forma particular del caso genitivo, que denota un rango mayor de funciones que solo la posesión. Algunos idiomas pueden utilizar el caso dativo para indicar el posesor, como en el serbocroata kosa mu je gusta 'su pelo es grueso' (literalmente: "pelo a él es grueso", donde "a él" es el pronombre en caso dativo mu).
En algunas lenguas, tales como las lenguas caribes, hay un caso posesivo que indica el elemento poseído. Una característica similar que se halla en algunos idiomas es la del afijo posesivo (generalmente un sufijo) el cual se añade al sustantivo poseído para indicar el posesor, como en el finés taloni 'mi casa' y el húngaro háza 'su casa', formados de talo y ház 'casa'. En húngaro este afijo también se usa cuando el posesor se representa con un sustantivo: 'la casa de Péter' se puede traducir como Péter háza (literalmente "Péter su-casa"), o con una marca dativa adicional en el posesor: Péternek a háza ("a-Péter la su-casa"). 